# One (Rios)
One (em ibo: Onne) ou Aune (em ibo: Awne) é uma cidade do estado de Rios, na área de Eleme, na Nigéria. Em 2016, havia 43 739 habitantes.